# Sammlung Max und Fanny Steinthal
Die Sammlung Max und Fanny Steinthal war eine Sammlung von Kunstwerken und Miniaturen, die der Bankier Max Steinthal (1850–1940) und seine Frau, die Pianistin Fanny Steinthal (1869–1941), am Ende des 19. und in den ersten Jahrzehnten des 20. Jahrhunderts zusammentrugen. In der Zeit des Nationalsozialismus wurden das Ehepaar und ihre sieben Kinder aufgrund ihrer jüdischen Herkunft verfolgt, der NS-Staat beschlagnahmte das Vermögen und Eigentum der Familie. Große Teile der Sammlung gingen verloren und gelten seither als verschollen. Im Jahr 2003 fand man in einem Depot der Staatlichen Kunstsammlungen in Dresden ein 60 Werke umfassendes Konvolut aus der Sammlung Steinthal, das 2004 an die Erben restituiert wurde.

## Die Sammlung

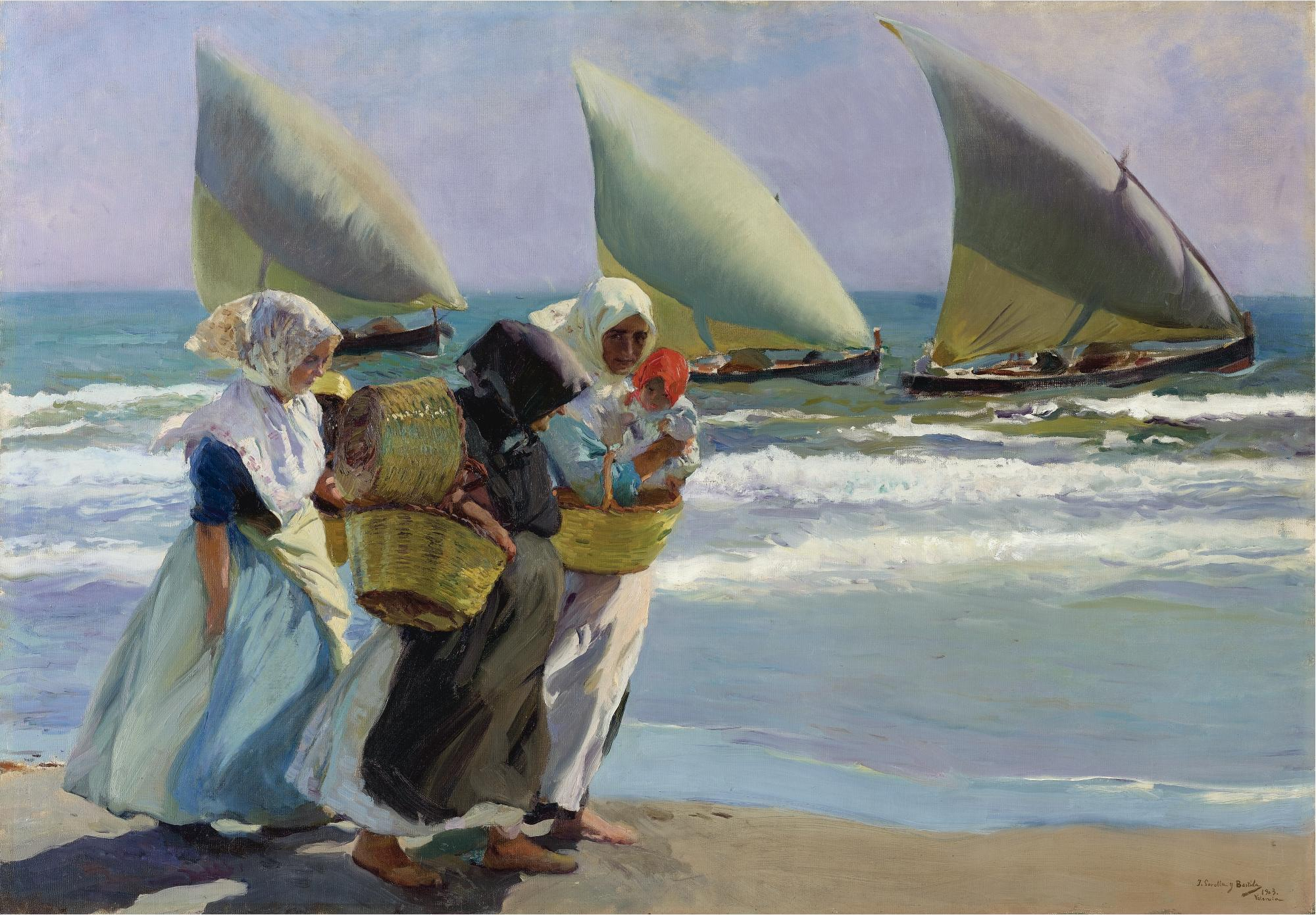
Joaquín Sorolla y Bastida: Las tres velas, Öl auf Leinwand, 1903

Die Sammlung umfasste über 600 Exponate insbesondere niederländischer und flämischer alter Meister, darunter Gemälde von Bartholomeus van der Helst, Willem van Mieris und Nicolaes Maes, wie auch Werke des Impressionismus und der damaligen zeitgenössischen Kunst. Als eines der Herzstücke der Sammlung galt das Gemälde Las tres velas (Die drei Segel) des spanischen Malers Joaquín Sorolla y Bastida, das Max Steinthal 1904 erwarb. Die Bilder dienten vor allem der Ausstattung der Villa der Familie in Berlin-Charlottenburg und deren Gutshof am Maxsee bei Müncheberg.
Nachdem das Ehepaar Steinthal 1939 gezwungen wurde, seinen Grundbesitz zu verkaufen, lagerten beide einen großen Teil der Kunstwerke neben dem Hausrat bei einer Spedition ein. Ein etwa 60 Werke umfassendes Konvolut, das aus 13 Ölgemälden sowie Zeichnungen und Lithographien bestand, konnte der nichtjüdische Schwiegersohn der Steinthals, Richard Vollmann, nach dem Tod der Steinthals in seinem Haus in Dresden verstecken. Vollmann floh Anfang der 1950er Jahre nach Westdeutschland und ließ die Bilder zurück. Als Vermögen von Ausländern kam es unter die treuhänderische Verwaltung der Staatlichen Kunstsammlungen Dresden und wurde eingelagert.

## Die Restitution

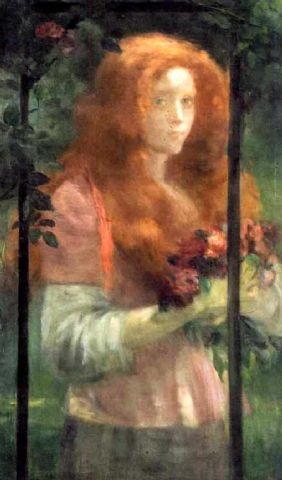
Dora Hitz: Dämmerung, Öl auf Leinwand, 1907

Nach der Washingtoner Erklärung von 1998 beauftragten die Erben die Historikerin Monika Tatzkow und den Rechtsanwalt Jost von Trott zu Solz mit der Suche nach der verschollenen Sammlung. Sie erhielt schließlich im Frühjahr 2002 Hinweise auf deren Verbleib in den Beständen der Dresdner Kunstsammlungen. Gefunden wurde das Konvolut nach dem Elbhochwasser 2002, als die im Schloss Pillnitz lagernden Bestände der Kunstsammlungen geordnet werden mussten. Mit dem Nachweis, dass es sich bei den 60 aufgefundenen Werken um den Teil der Sammlung handelte, den Richard Vollmann in seinem Haus versteckt hatte, erreichten die Erben 2004 die Restitution. Darunter befanden sich die Gemälde Die Drei Segel von Joaquin Sorolla y Bastida, Die Kürbisernte von Giovanni Segantini, Rosen in Schale von Lovis Corinth und Dämmerung von Dora Hitz sowie Graphiken von Max Liebermann, Édouard Manet, Edvard Munch, Pablo Picasso und Camille Pissarro.
Das Jüdische Museum in Berlin stellte die Sammlung im September 2004 aus und dokumentierte zugleich das Schicksal der Familie Steinthal. Anschließend wurde ein Großteil der Exponate über das Auktionshaus Sotheby’s versteigert.